# Орешек (община Кукъс)
Орешек (на албански: Oreshkë, нашински Oreshek) е горанско село в Албания, част от община Кукъс.

## География
Разположено е в Североизточна Албания, в албанската част на областта Гора.

## История
Васил Кънчов отбелязва през 1900 година Орешек сред селата в Гора, населени от българи мохамедани, наричани торбеши. Броят на къщите е 35.
След Междусъюзническата война селото попада в Албания. Според Стефан Младенов в 1916 година Орѐшак е българско село с 30 къщи.
На етническата си карта на Северозападна Македония в 1929 година Афанасий Селишчев отбелязва Орешек като българско село.
В рапорт на Сребрен Поппетров, главен инспектор-организатор на църковно-училищното дело на българите в Албания, от 1930 година Орешец е отбелязано като село с 40 къщи българи мохамедани.
До 2015 година селото е част от община Шищевец.